# Platja de Bahínas

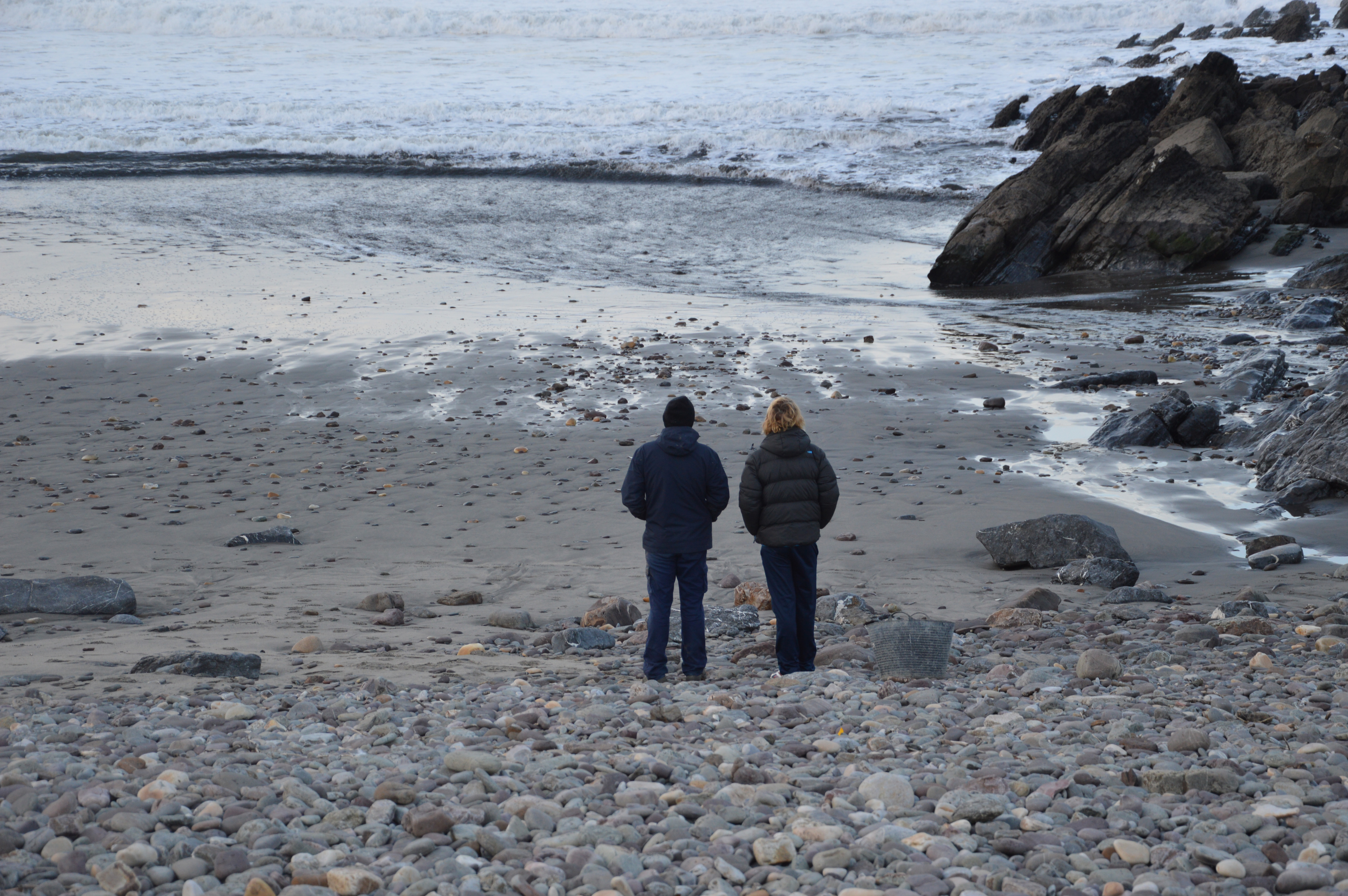

La Platja de Bahínas es troba en el concejo asturià de Castrillón i pertany a la localitat de Linares. La seva forma és lineal. El grau d'urbanització i d'ocupació són baixos i el seu entorn és rural. El seu jaç està format per palets i sorra de grans fins de color torrat. Els graus d'ocupació i urbanització són mig-baixos excepte els caps de setmana, sobretot a l'estiu, que té afluència massiva. Els accessos a la platja són rodats són fàcils i inferiors a 0,5 km, és a dir, que pràcticament s'arriba a la platja en el vehicle.
Para accedir a la platja cal localitzar els nuclis urbans més propers que, en aquest cas són Linares i Naveces.
Per arribar a elles hi ha dues possibilitats: Una és per la carretera que voreja la Platja de Santa María del Mar a partir de la seva zona oest i està prenent una desviació més endavant, i si es pren el branc de la dreta arriba fins a Linares. Aquí es deixa el vehicle i cal caminar uns 700 o 800 m. El grau d'urbanització és baix. Per a la segona entrada ha de prendre's la sortida des de la carretera que va de «Santa María» a Carcedo; prenent la desviació on està el «CT-1» a uns 5 km També arriba a Linares.
La platja té una desembocadura fluvial i càmping propers, també disposa en època estival de servei de neteja, aparcament i equip de vigilància i una àrea de pícnic i està bastant ben protegida dels vents gràcies a la disposició d'ella respecte als penya-segats de la zona occidental. L'activitat més recomanada és la pesca esportiva a canya. És convenient prendre les mesures necessàries per evitar la pleamar pel difícil de la sortida i els corrents que es formen.